# Staufer-Gymnasium Waiblingen
Das Staufer-Gymnasium ist eines von zwei Gymnasien in Waiblingen.

## Geschichte
Im Jahre 1267 als Lateinschule gegründet, kann die Schule auf eine mehr als 750-jährige Geschichte zurückblicken. Seit 1962 befindet sich das Gymnasium am heutigen Standort an der Mayenner Straße. Benannt ist die Schule nach dem alten Adelsgeschlecht der Staufer, welche eng mit der Stadtgeschichte Waiblingens verbunden sind. Die Namensgebung wurde notwendig, nachdem der Waiblinger Gemeinderat 1964 den Bau eines zweiten Gymnasiums in Waiblingen (Salier-Gymnasium) beschlossen hatte. Das Staufer-Gymnasium ist heute Teil des gleichnamigen Schulzentrums, welches aus einer Grundschule, einer Gemeinschaftsschule, einer Realschule so wie einem Gymnasium besteht.

## Persönlichkeiten

### Bekannte Lehrer
- Hüseyin Altin (* 1944), Bildhauer

### Bekannte Schüler
- Alfred Biolek (1934–2021), deutscher Fernsehmoderator und Jurist
- Uwe Hassler (* 1963), deutscher Ökonom und Statistiker
- Niels Kadritzke (* 1943), deutscher Journalist, Politologe und Autor[3]
- Ulf Kadritzke (1943–2020), deutscher Soziologe und  Professor
- Martin Kolbe (* 1957), deutscher Musiker
- Manfred Künzel (* 1932), deutscher Strafverteidiger[4]
- Wolfgang Lieb (* 1944), deutscher Jurist und Publizist[5]
- Hans-Peter Seidel (* 1958), deutscher Informatiker[6]
- Christoph Sonntag (* 1962), deutscher Kabarettist
- Jörg Teichgraeber (* 1974), deutscher Puppenspieler, Figurenbauer, Synchronsprecher und Schauspieler

## Fotos

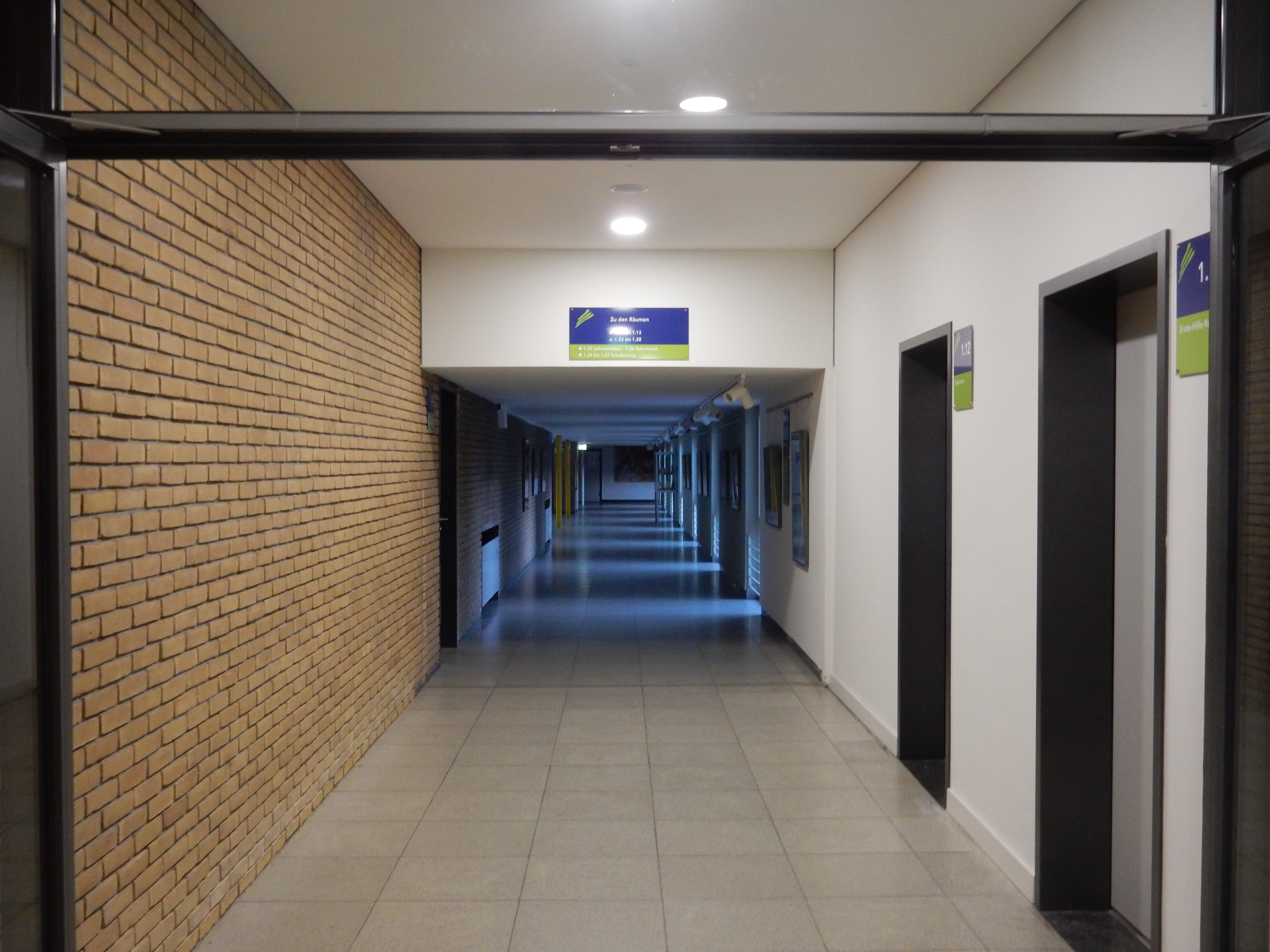
Verbindungstrakt zwischen Altbau und Neubau; links Lehrerzimmer und Rektorat
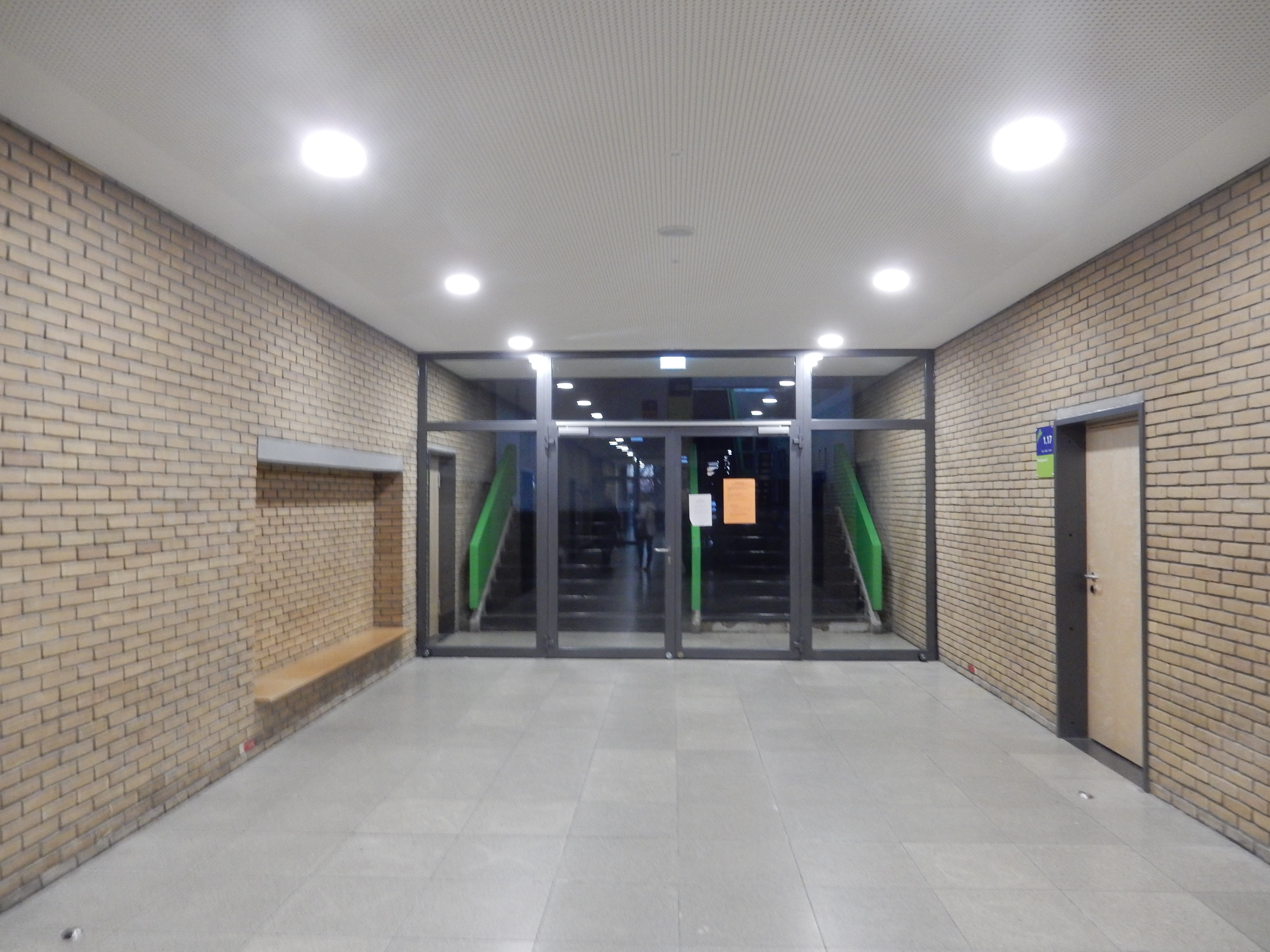
Übergang zur Realschule; rechts Fachräume Biologie
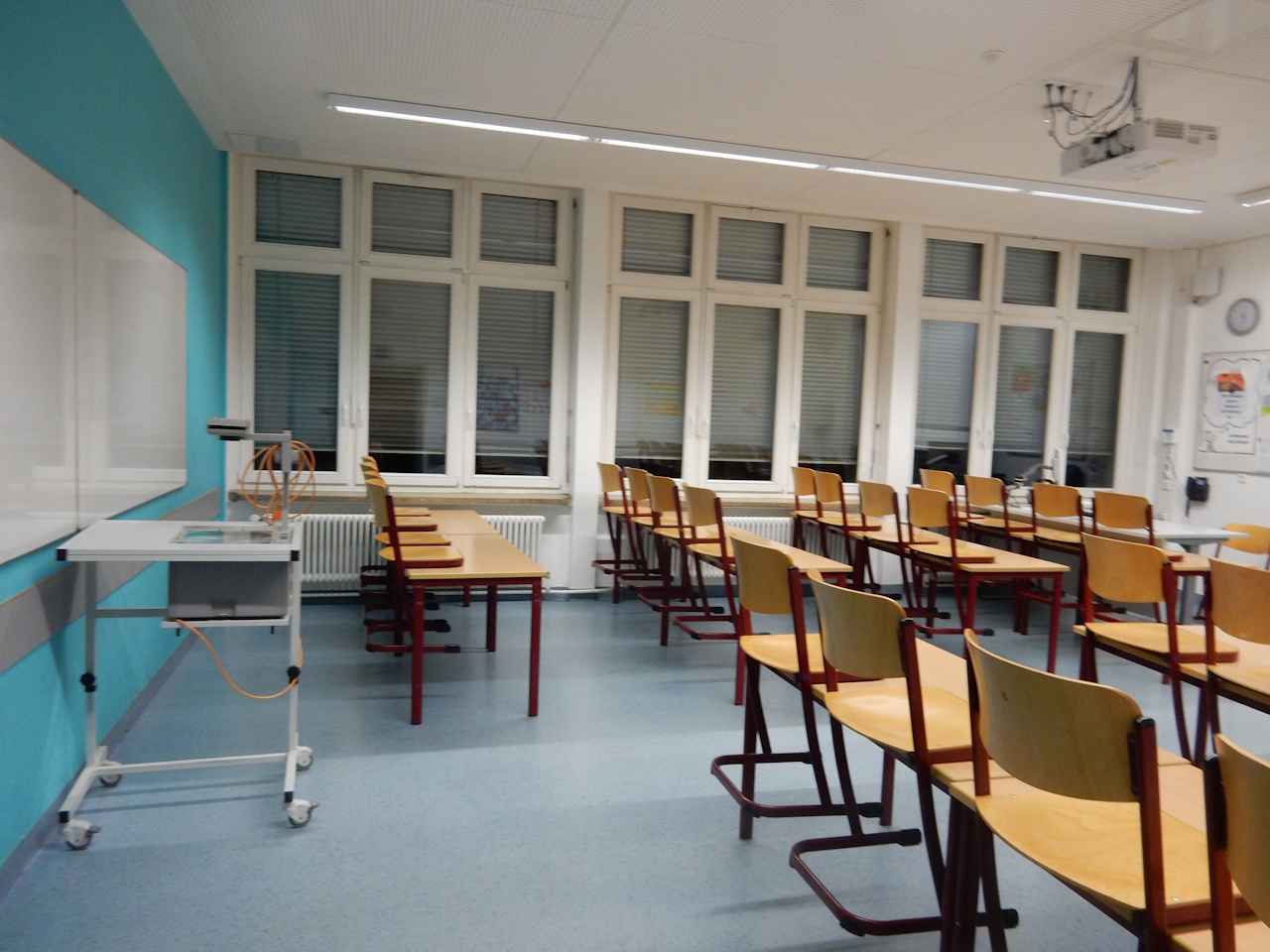
Klassenzimmer Altbau Staufer-Gymnasium im EG